# DR V 60 sorozat

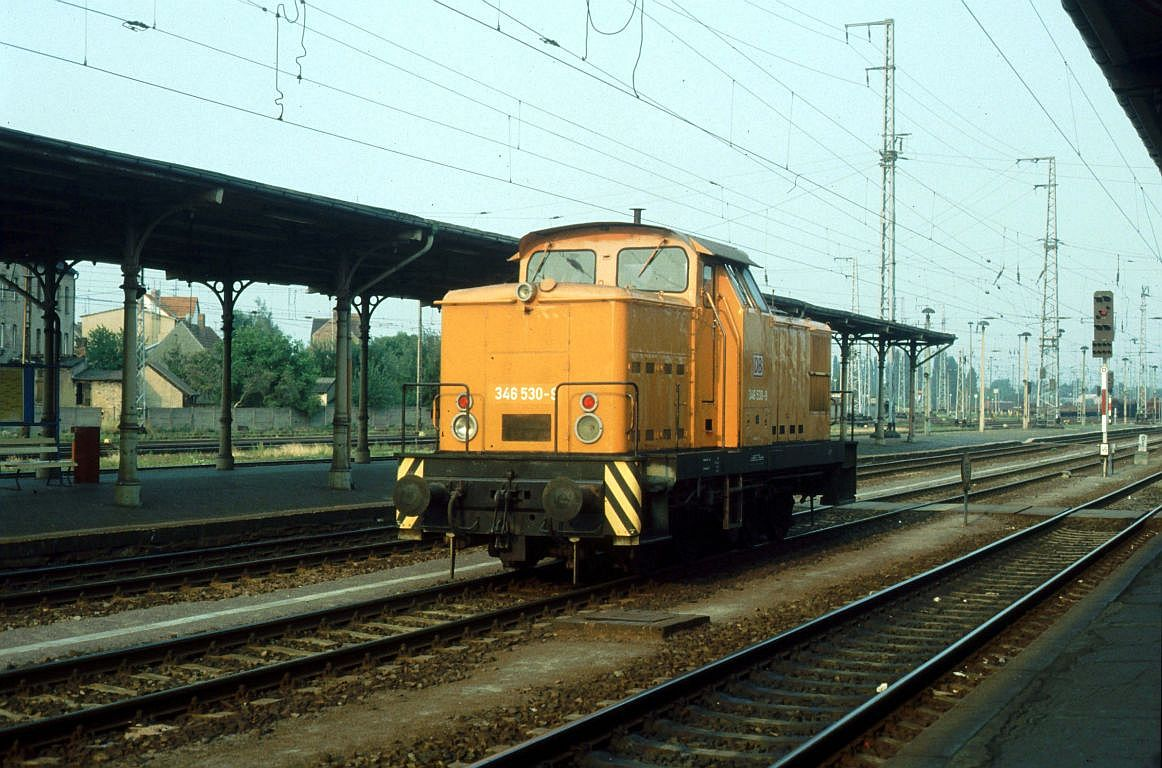
346 530 Stendal Hauptbahnhof állomáson (1994. július)

A DR V 60 sorozat, jelenlegi pályaszámán DB 344, DB 345, DB 366, DB 347 egy német dízel-hidraulikus hajtású tolatómozdony sorozat. A dízelmozdonyt a LKM Babelsberg és a LEW Hennigsdorf fejlesztette ki és gyártotta 1959 és 1982 között. 1992 óta folyik a sorozat selejtezése.